# خمیر بادام
خمیربادام یا مارزیپان و مارسیپان، نوعی ماده غذایی است که از مخلوط کردن پودر بادام با شکر یا عسل درست می‌شود. این ماده نیمه‌جامد و قابل شکل‌گیری است. معمولاً به آن رنگ‌های خوراکی افزوده شده و پس از پخش کردن بر روی کیک به عنوان پوشش کیک از آن استفاده می‌شود. به عنوان خمیر مجسمه‌سازی خوراکی نیز به کار رفته و به اشکال گوناگونی در می‌آید. همچنین در داخل و مرکز شکلات نیز جای داده می‌شود. نوع شیرین آن به عنوان خمیربادام شهرت دارد و نوع کم شیرین آن به عنوان خمیربادام تزئینی شناخته می‌شود. خمیربادام را می‌توان در منزل نیز درست کرد.